# Samatzai
Samatzai település Olaszországban, Szardínia régióban, Cagliari megyében. Lakosainak száma 1530 fő (2023. január 1.). Samatzai Barrali, Guasila, Nuraminis, Pimentel, Serrenti, Ussana és Donori községekkel határos.

## Népesség
A település lakossága az elmúlt években az alábbi módon változott:
| Lakosok száma | 1676 | 1665 | 1530 |
|               | 2017 | 2018 | 2023 |